# 長い18世紀
長い18世紀（ながいじゅうはちせいき）は、イギリスの多くの歴史家が用いる時代区分の用語である。その意義は、単純に世紀ごとに時代を区切るよりも「自然な」時代区分を示すことができる点にある。

## 概要
長い18世紀が指す範囲は歴史家によって異なる。以下ではその例を示す。
- 名誉革命（1688年）からワーテルローの戦い（1815年）まで(第2次百年戦争)。
- 1630年から1830年まで。

前者はイギリスの政治史の流れを重視した区分であり、後者は社会史的・世界史的観点を重視したものである。
なお、この用語はエリック・ホブズボームが提唱した時代概念である「長い19世紀」、「短い20世紀」から影響を受けている。